# Irfan Shahîd
Irfan Shahîd (ur. 15 stycznia 1926 w Nazarecie, zm. 9 listopada 2016 w Waszyngtonie) – palestyński i amerykański historyk, bizantynolog. 

## Życiorys
Urodził się w rodzinie palestyńskich chrześcijan. Od 1946 studiował w St John’s College w Oksfordzie. Doktorat w Princeton University. Przez wiele lat był wykładowcą Georgetown University. Zajmuje się relacjami pomiędzy Bizancjum a światem arabskim. 

## Wybrane publikacje
- Omar Khayyám, the Philosopher-Poet of Medieval Islam, 1982.
- Rome and the Arabs: A Prolegomenon to the Study of Byzantium and the Arabs, 1984.
- Byzantium and the Arabs in the Fourth Century, 1984.
- Byzantium and the Semitic Orient Before the Rise of Islam (Collected Studies Series: No.Cs270), 1988.
- Byzantium and the Arabs in the Fifth Century, 1989.
- Byzantium and the Arabs in the Sixth Century, Volume 1, 1995.
- Byzantium and the Arabs in the Sixth Century, Volume 2, Part 1, 2002.
- Byzantium and the Arabs in the Sixth Century, Volume 2, Part 2, 2010.